# 野场惨案遗址
野场惨案遗址，位于中国河北省保定市完县大悲乡野场村石沟，现为保定市顺平县的一个省级文物保护单位，类型为近现代文物，公布时间为2001年2月7日。
野场惨案遗址的历史年代为1943年。
惨案发生后，劫夫随八路军部队赶到现场，目睹敌人的残暴与抗日斗争的悲壮，创作了传世歌曲《忘不了》：
忘不了五月初七那一天，完县野场石沟的大惨案，我们的同胞流尽鲜红的血，也留下美名万古传。

忘不了敌人摆下了天罗网，包围了隐蔽石沟的老乡，四下里架上了机关枪，妄想威胁他们全投降。

忘不了张竹子和王璞，当时鼓动大家宁死不投降，模范的母亲和民族小英雄，真是边区人民的好榜样。

忘不了敌人向他们逼口供，他们一致回答说不知道，血可以流秘密不可露，伟大的民族气节冲云霄。

忘不了敌人机枪狂扫射，扫向老人妇女和儿童，我们的一百一十八个老乡，一致高声大骂壮烈牺牲。

忘不了残忍悲壮的场面，鲜血流在地面尸骨堆成山，死后的母亲还奶着婴儿，重伤的孩子把亲娘唤。

忘不了血债如山仇深似海，我们一致宣誓团结复仇，坚决和敌人干到底，不把敌人消灭不罢休。

忘不了。忘不了。忘不了。忘不了……